# 鹿屋市立西原台小学校
鹿屋市立西原台小学校（かのやしりつ にしはらだいしょうがっこう）は、鹿児島県鹿屋市今坂町にある公立の小学校。

## 概要
1979年（昭和54年）に鹿屋市立西原小学校の児童数増加に伴い分離開校した。鹿屋市内のうち、主に西原（2丁目のうち西半分・4丁目）、郷之原町、今坂町の児童を対象とする。主な進学先は鹿屋市立第一鹿屋中学校。西原小学校と区別するために略称として「台小」（だいしょう）が用いられる。
今坂町に位置するが、町内会としては小学校敷地の北西にある市営団地・校長・教頭住宅とともに「西原4丁目」の地域となる。また、西原台小学校の北側は山（高隈山地の南端部）となり放送電波（鹿屋中継局）の受像が困難なため、西原台小学校で受信した電波を団地に伝送している。

## 年表
- 1979年 - 西原小学校から分離開校。20学級・734人の児童が在籍した。
- 1980年2月 - 校歌・校章を制定。

## 周辺
- 鹿屋市児童センター
- 小塚公園（慰霊塔）
- 鹿屋航空基地

## アクセス
- 自家用車
県道鹿屋環状線（県道550号）「西原台小」交差点から西へ約100メートル。
- バス
大隅交通ネットワーク「慰霊塔前」バス停（国道220号旧道）から約300メートル。